# Abdellatif Meftah
Abdellatif Meftah (né le 3 janvier 1982 à Bouchane, au Maroc) est un athlète français spécialiste des courses de fond. Abdellatif Meftah est licencié à Sarthe Running

## Biographie
Né au Maroc, il obtient la nationalité française en 2008. Il remporte cette même année son premier titre de champion de France de semi-marathon. En début de saison 2009, Abdellatif Meftah se classe 23e de l'épreuve individuelle des championnats d'Europe de cross-country, performance permettant à la France d'occuper la quatrième place du classement général par équipe. En 2010, le Français termine deuxième de la Coupe d'Europe du 10 000 mètres de Marseille, derrière le Britannique Mo Farah. Auteur de 28 min 12 s 83, il obtient sa sélection pour les championnats d'Europe de Barcelone.
Il est aussi l'actuel détenteur du record de France du semi-marathon en 1 h 00 min 46 s (2010) à Lille, et a été désigné athlète du mois de septembre 2010 pour cette performance.
En 2011, il annonce débuter sur le marathon lors du marathon de Paris pour se qualifier aux Jeux olympiques de Londres. Il annonce aussi vouloir battre le record de France du marathon détenu en 2 h 06 min 36 s par Benoît Zwierzchiewski. Avec un temps de 2 h 10 min 53 s, il termine 10e et ne réalise pas alors le minimum pour les Jeux olympiques de Londres.
Il a effectué le marathon de Francfort du 30 octobre 2011 qu'il a bouclé en 2 h 09 min 46 s en prenant la 13e place, ce qui lui permet de réaliser le minimum des JO de Londres et devenant ainsi le deuxième Français qualifié après Christelle Daunay. Il a réalisé 1 h 01 min 02 s au semi-marathon de Newcastle pour préparer Francfort. En 2014 il termine 6e en 2 h 13 min 16 s au marathon des championnats d'Europe de Zurich et se classe 2e par équipe lors de la coupe d'Europe avec Benjamin Malaty
Abdellatif Meftah est membre du club Sarthe Running du Mans.

## Palmarès
- 2010
  - Vainqueur de Paris Versailles 16 km en 48 min 40 s
  - Champion de Pays de la Loire de cross long
  - Vice-champion de France de cross long
  - 4e des championnats d'Europe de cross-country

- 2011
  - Champion de Pays de la Loire de cross long
  - 10e du Marathon de Paris en 2 h 10 min 52 s
  - 4e du Paris-Versailles 16 km en 48 min 13 s

- 2012
  - Vainqueur de la Prom classic de Nice (10 km en 28 min 47 s)
  - Champion de Pays de la Loire de cross long

- 2013
  - Champion de Pays de la Loire de cross long

- 2014
  - Vainqueur de la 15e Prom classic de Nice (10 km en 29 min 20 s)
  - 6e du Marathon des Championnats d'Europe d'athlétisme 2014 de Zurich en 2 h 13 min 16 s et 2e par équipes lors de la coupe d'Europe.
  - Vice-champion de France de cross long

- 2015
  - Vice-champion de France de cross long
  - 7e au semi-marathon de Paris de 2015 en 1 h 02 min 56 s[4].
  - 11e au marathon de Paris de 2015 en 2 h 11 min 11 s[5].

## Records
| Épreuve       | Performance         | Date | Lieu                  |
| ------------- | ------------------- | ---- | --------------------- |
| 5 000 m       | 13 min 27 s 68      | 2008 | ?                     |
| 10 000 m      | 27 min 34 s 81      | 2008 | Saint-Maur-des-Fossés |
| Semi-marathon | 1 h 0 min 46 s (RN) | 2010 | Lille                 |
| Marathon      | 2 h 9 min 46 s      | 2011 | Francfort             |